# شهرستان شانگنینگ (یون‌نان)
شهرستان شانگنینگ (به انگلیسی: Changning County) یک شهرستان در چین است که در باوشان، یوننان واقع شده‌است. شهرستان شانگنینگ ۳٬۸۸۸ کیلومتر مربع مساحت و ۳۴۰٬۰۰۰ نفر جمعیت دارد.